# Ted Gärdestadstipendiet
Ted Gärdestadstipendiet är en fond till sångaren Ted Gärdestads minne som funnits sedan 1999, från 2002 administrerad av Sami, från 2011 av SKAP och från 2018 åter av SAMI.
Fondens syfte är att stödja, uppmuntra och uppmärksamma unga oetablerade låtskrivare och sångare att utveckla sin egen musikaliska originalitet, i genren vis- och/eller populärmusik, genom musikstudier utomlands eller i Sverige.
Ted Gärdestads bror Kenneth Gärdestad och Janne Schaffer var initiativtagarna till stipendiet.

## Stipendiater
| År   | Vinnare                                       | Total prissumma |
| ---- | --------------------------------------------- | --------------- |
| 1999 | Sunniva, Greta och Stella Bondesson           | Okänt           |
| 2000 | Lovisa Wanngren                               | Okänt           |
| 2001 | Dan Viktor                                    | Okänt           |
| 2002 | Peter Hägerås                                 | 25 000 kr       |
| 2002 | Evelina Gard Nilsson                          | 5 000 kr        |
| 2002 | Loke Nyberg                                   | 5 000 kr        |
| 2003 | Jonathan Johansson                            | 25 000 kr       |
| 2003 | Dick Lantz                                    | 5 000 kr        |
| 2003 | Maia Hirasawa                                 | 5 000 kr        |
| 2004 | Emma Ejwertz                                  | 50 000 kr       |
| 2004 | Malin Kantorp                                 | 15 000 kr       |
| 2004 | Magnus Carlsson                               | 15 000 kr       |
| 2004 | Josefine Lindstrand                           | 5 000 kr        |
| 2005 | Jonas Borgström                               | 50 000 kr       |
| 2006 | David Wingren                                 | 50 000 kr       |
| 2007 | Mofeta & Jerre                                | 50 000 kr       |
| 2008 | Joakim Linder och Joel Humlén                 | 50 000 kr       |
| 2008 | Ronny Norberg och Kajsa Larsson               | 20 000 kr       |
| 2009 | Lovisa Samuelsson                             | 50 000 kr       |
| 2009 | Gustaf Redmo                                  | 5 000 kr        |
| 2009 | Ida Wiklund                                   | 5 000 kr        |
| 2010 | Thomas Stenström                              | 100 000 kr      |
| 2011 | Albin Gromer, Noak Garberg, Elsa Sjögren      | 100 000 kr      |
| 2012 | Filip Åhlman                                  | 40 000 kr       |
| 2013 | Josef Johansson och Anna Jalkéus              | 80 000 kr       |
| 2014 | Isabella Sohlberg                             | 40 000 kr       |
| 2015 | Therese Nestor och Adrian Modiggård           | 80 000 kr       |
| 2016 | Södra Station                                 | 40 000 kr       |
| 2017 | Fanny "FNY" Hultman                           | 40 000 kr       |
| 2018 | Moa Michaeli                                  | 40 000 kr       |
| 2019 | Josefin Söderqvist                            | 40 000 kr       |
| 2020 | Lovis Lundqvist, Cajsa Grill och Oliver Krieg | 80 000 kr       |
| 2021 | Donika Nimani                                 | 40 000 kr       |
| 2022 | Axel Lundström och Love Rönnlund              | 50 000 kr       |
| 2024 | Kajsa Åkerflo                                 | 50 000 kr       |